# Кальбитхан
Кальбитхан (кор. 갈비탕, 갈비湯, Galbi tang, kalbi t'ang) — вариант тхана, или корейского супа, приготовленный преимущественно из говяжьих рёбрышек вместе с тушёной говядиной, дайконом, луком и прочими ингредиентами. «Кальби» — это говяжьи рёбрышки, зажаренные на корейском барбекю, который называется — «gogigui», а заимствованный из китайского языка суффикс «тхан» означает «кипеть». Следовательно, корейское название буквально переводится как «суп с говяжьими рёбрышками». Суп готовится следующим образом: кальби долго варится в медленно закипающей воде. Он подобен соллонтхану — супу, приготовленному из костей воловьих ног.
Исторические записи о кальбитхане обнаружены в таблице правил корейского придворного банкета, который проводился в течение 1890-х годов. Однако, как предполагается, что кальби уже употребляли в пищу в поздний период династии Корё (918—1392).
Кальбитхан также подавали на свадебный стол.

## Приготовление
На приготовление кальбитхана уходит в целом 5 часов. Рёбра отделяются от мяса благодаря срезыванию острым ножом, а потом ломают на несколько кусков по 5-6 см в длину. Далее на большом огне они варятся с говядиной и целым дайконом, который кладётся в кастрюлю первым. Через некоторое время готовятся на среднем огне.
По прошествии 4-5 часов говядина становится очень мягкой, после чего дайкон изымается из кастрюли и нарезается ломтиками в 3 см. Рёбрышки также вытаскиваются из кастрюли и приправляются измельчённым зелёным луком, чесноком и перечным порошком, соевым соусом, а также кунжутным маслом — смесь кунжута и соли. После суп остывает, а жир на поверхности — удаляется. Приправленные рёбрышки и нарезанный дайкон снова помещаются в кастрюлю и тушатся ещё раз.